# Sand Land
Sand Land (jap. サンドランド Sando rando) – manga autorstwa Akiry Toriyamy, publikowana na łamach magazynu „Shūkan Shōnen Jump” wydawnictwa Shūeisha od maja do sierpnia 2000. Całość została zebrana w jednym tankōbonie, wydanym w listopadzie tego samego roku.
Na jej podstawie powstał film anime wyprodukowany przez studia Sunrise, Kamikaze Douga i Anima, którego premiera odbyła się w sierpniu 2023, oraz seria ONA wydana między marcem a majem 2024 na platformie Disney+. Na bazie mangi powstała również gra komputerowa o tym samym tytule, wydana w kwietniu 2024.

## Fabuła
Po latach klęsk żywiołowych i wojen świat został pozbawiony głównego źródła wody; rzeka zaopatrująca kraj w wodę, wyschła dawno temu. Ponieważ chciwy król sprzedaje wodę mieszkańcom Sand Landu po coraz wyższych cenach, ludzie zaczynają okradać siebie nawzajem, by zdobyć wodę i pieniądze. Szeryf Rao, zmęczony chciwością króla, zwraca się do demonów Sand Landu o pomoc w znalezieniu nowego źródła wody. Demoniczny książę Belzebub i jego przyjaciel Rabuś zgadzają się dołączyć do Rao.
Wkrótce po rozpoczęciu misji ich samochód się psuje i są zmuszeni ukraść czołg z armii króla. To wywołuje gniew króla, który mobilizuje swoje siły, aby ich powstrzymać. Szeryf Rao, były legendarny generał armii królewskiej, jest w stanie szybko uporać się ze wszystkimi próbami powstrzymania ich przez obecną armię. Gdy docierają do rzekomego źródła wody na końcu wyschniętego koryta rzeki, znajdują jezioro, które teraz działa jako prywatne rezerwy króla. Rao, demony i ci, którzy sympatyzują z ich sprawą, burzą zaporę, która ma zapewnić królowi monopol na wodę. W rezultacie woda powraca, a opresyjne rządy króla dobiegają końca.

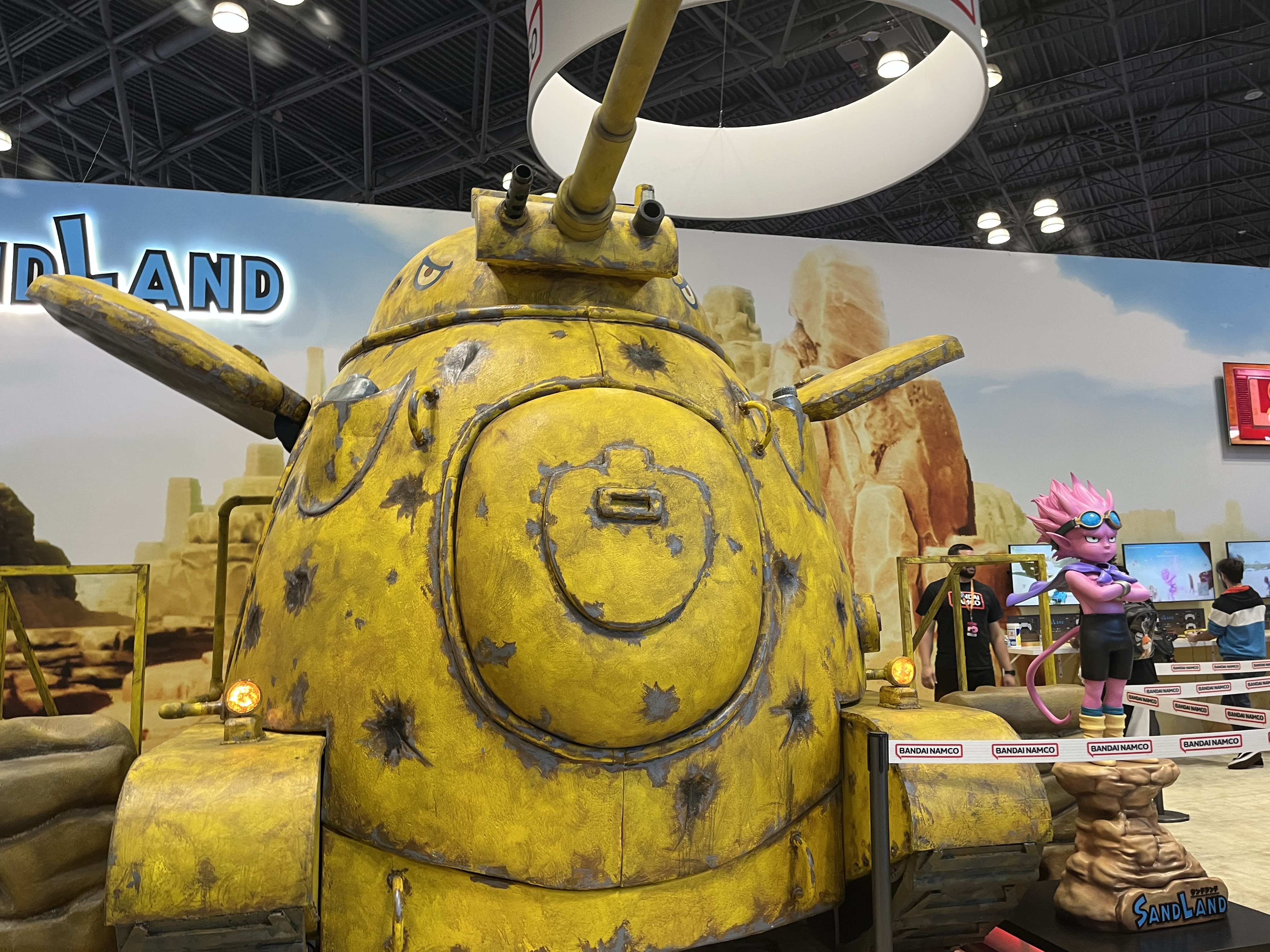
Model czołgu z serii obok postaci Belzebuba.

## Bohaterowie
- Belzebub (jap. ベルゼブブ Beruzebubu)

Seiyū: Mutsumi Tamura 
- Rao (jap. ラオ)

Seiyū: Kazuhiro Yamaji 
- Rabuś (jap. シーフ Shīfu)

Seiyū: Chō 
- Generał Are (jap. アレ将軍 Are Shōgun)

Seiyū: Satoshi Tsuruoka 
- Generał Zeu (jap. ゼウ大将軍 Zeu Daishōgun)

Seiyū: Nobuo Tobita 
- Król (jap. 国王 Kokuō)

Seiyū: Mutsumi Tamura 
- Lucyfer (jap. サタン Satan)

Seiyū: Akio Otsuka 
- Papa (jap. パパ)

Seiyū: Tomokazu Sugita 
- Pike (jap. パイク Paiku)

Seiyū: Kōji Yusa 
- Shark (jap. シャーク Shāku)

Seiyū: Hiroyuki Yoshino 
- Guppy (jap. グッピー Guppī)

Seiyū: Masafumi Kobatake 
- Ann (jap. アン An)

Seiyū: Mikako Komatsu 
- Muniel (jap. ムニエル Munieru)

Seiyū: Ayumu Murase 
- Bred (jap. ブレッド Bureddo)

Seiyū: Tesshō Genda 

## Manga
Manga była publikowana w magazynie „Shūkan Shōnen Jump” wydawnictwa Shūeisha od 9 maja do 8 sierpnia 2000. Jej 14 rozdziałów zostało zebranych w jednym tankōbonie, który został wydany 2 listopada 2000. Edycja kanzenban ukazała się 4 sierpnia 2023.

## Anime

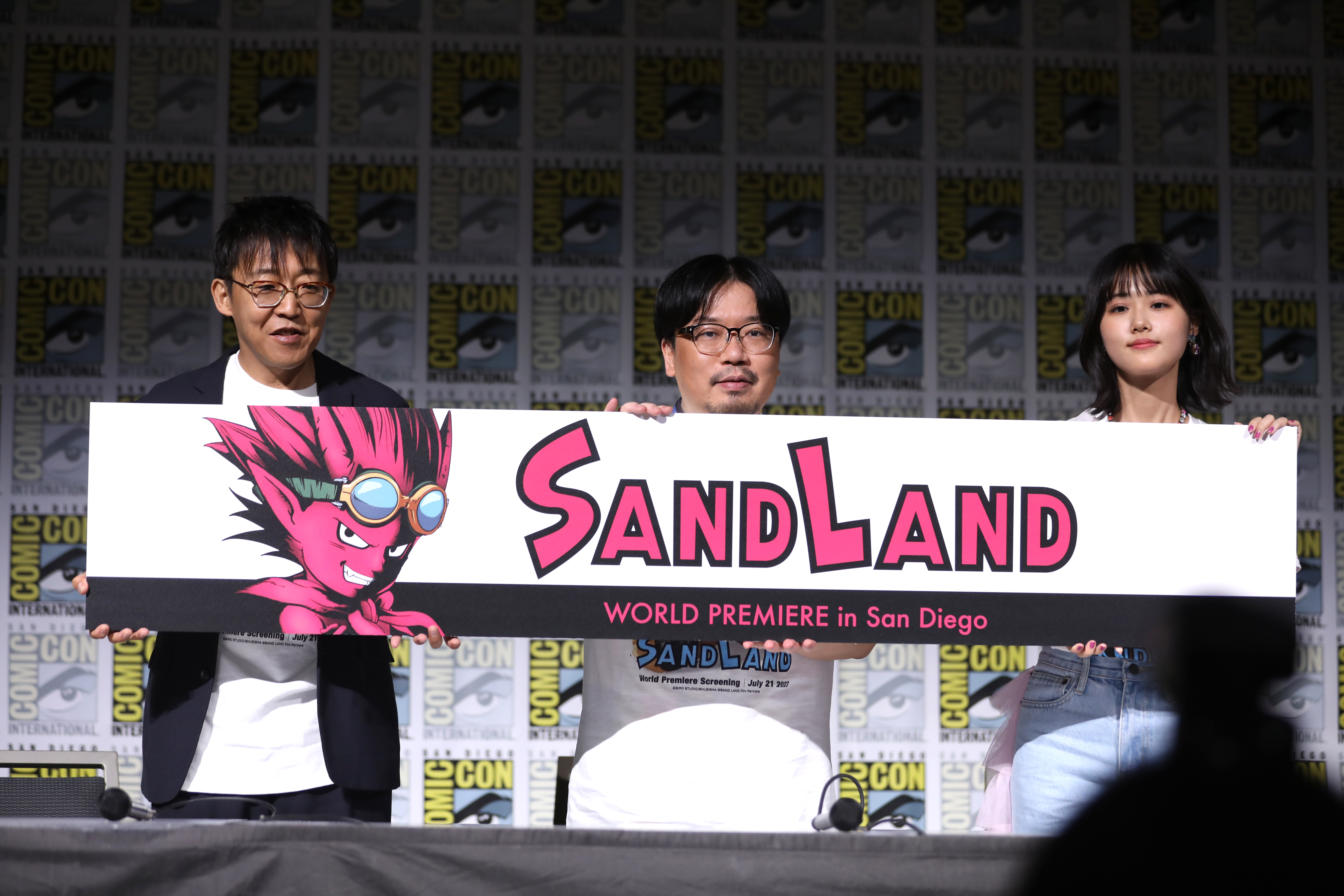
Akio Iyoku, Toshihisa Yokoshima i Nanoka Hara na San Diego Comic-Con 2023

8 grudnia 2022 Bandai Namco otworzyło stronę internetową „Sand Land Project” i przesłało zwiastun z ilustracją Toriyamy pochodzącą z mangi. Witryna zawierała odliczanie, które zakończyło się 17 grudnia. W tym dniu ogłoszono, że seria otrzyma adaptację anime współprodukowaną przez studia Sunrise, Kamikaze Douga i Anima. Film wyreżyserował Toshihisa Yokoshima z Hiroshim Kōjiną jako doradcą reżysera, scenariusz napisał Hayashi Mori, reżyserią dźwięku zajął się Yoshikazu Iwanami, a muzykę skomponował Yūgo Kanno. Piosenką przewodnią filmu jest „Utopia” (jap. ユートピア) autorstwa Imase. Premiera odbyła się 22 lipca 2023 podczas konwentu San Diego Comic-Con w San Diego w Kalifornii. W japońskich kinach film ukazał się 18 sierpnia 2023, a za dystrybucję odpowiadało Tōhō.
Seria ONA została zapowiedziana 14 listopada 2023. Za produkcję odpowiadała ekipa odpowiedzialna za film, a członkowie obsady głosowej ponownie wcielili się w swoje role. Motywem otwierającym jest „Water Carrier” autorstwa Kroi, a końcowym „Drive My Idea” (jap. ドライブ・マイ・イデア) w wykonaniu Tempalay. 20 marca 2024 pierwsze 7 odcinków serialu zostało udostępnionych na całym świecie na Disney+, a w Stanach Zjednoczonych na Hulu . Pozostałe odcinki ukazywały się raz w tygodniu. Pierwsze 6 odcinków obejmuje wątek „Opowieść o Księciu Demonów” (jap. 悪魔の王子 Akuma no ōji) i opowiada historię filmu z kilkoma nowymi scenami, podczas gdy ostatnie 7 obejmuje wątek „Opowieść o Bohaterskim Aniele” (jap. 天使の勇者 Tenshi no yūsha), który Toriyama napisał na potrzeby serii ONA. Toriyama nazwał również oba wątki i zaprojektował nowe postacie Ann i Muniela. Zmarł jednak przed premierą anime 1 marca 2024.

### Lista odcinków
| №  | Tytuł                                                            | Reżyseria                       | Premiera         |
| -- | ---------------------------------------------------------------- | ------------------------------- | ---------------- |
| 1  | Naprzód! Akuma to ningen no tabidachi (悪魔と人間の旅立ち)       | Toshihisa Yokoshima Wakiko Kume | 20 marca 2024    |
| 2  | Tajemnica Armii Kokuōgun no himitsu (国王軍の秘密)               | Wakiko Kume                     | 20 marca 2024    |
| 3  | Człowiek legenda Densetsu to yoba reta otoko (伝説と呼ばれた男)  | Kōji Sasaki                     | 20 marca 2024    |
| 4  | Burza piaskowa Sunaarashi no mukō ni (砂嵐の向こうに)            | Masatoshi Hakata                | 20 marca 2024    |
| 5  | Przerażający ludzie-insekty Kyōfu no mushi ningen (恐怖の虫人間) | Ayumu Ono Kōji Sasaki           | 20 marca 2024    |
| 6  | Demoniczny Belzebub Akuma no Beruzebubu (悪魔のベルゼブブ)       | Ayumu Ono Kōji Sasaki           | 20 marca 2024    |
| 7  | Ahoj, przygodo! Iza! Aratana bōken e (いざ!新たな冒険へ)         | Hiroshi Kōjina                  | 20 marca 2024    |
| 8  | Infiltracja stolicy! Sen’nyū dai sakusen! (潜入大作戦!)          | Nozomu Kamiya                   | 27 marca 2024    |
| 9  | Moc demona Akuma no Ccikara (悪魔の力)                           | Masatoshi Hakata                | 3 kwietnia 2024  |
| 10 | Urna Muniela Munieru no tsubo (ムニエルの壺)                     | Wakiko Kume                     | 10 kwietnia 2024 |
| 11 | Latająca forteca Garam Kūchū yōsai Garamu (空中要塞ガラム)       | Fumito Yamada                   | 17 kwietnia 2024 |
| 12 | Decydująca bitwa! Saishū kessen!! (最終決戦!!)                   | Kōji Sasaki                     | 24 kwietnia 2024 |
| 13 | Krajobraz po bitwie Tatakai no hate ni (戦いの果てに)            | Ayumu Ono                       | 1 maja 2024      |

## Gra komputerowa
Fabularna gra akcji oparta na serii została ogłoszona 8 czerwca 2023 podczas Summer Game Fest. Została opracowana przez ILCA i wydana przez Bandai Namco Entertainment. Premiera w Japonii odbyła się 25 kwietnia 2024 na platformach PlayStation 4, PlayStation 5, Xbox Series X/S i Windows, natomiast światowa premiera miała miejsce dzień później.